# Lớp đệm niêm mạc
Lớp đệm niêm mạc là một thành phần của lớp lót ẩm được biết tới như màng nhầy hoặc niêm mạc, lót ở nhiều cấu trúc ống trong cơ thể (như ống hô hấp, ống tiêu hóa, ống niệu-dục).
Lớp đệm niêm mạc là lớp mỏng mô liên kết lỏng lẻo, nằm dưới biểu mô,cùng với biểu mô tạo thành niêm mạc. Tên Latinh của lớp đệm niêm mạc cho biết nó là thành phần cấu trúc của niêm mạc, "lớp đặc biệt của riêng niêm mạc". Do đó thuật ngữ niêm mạc hoặc màng nhầy thường để chỉ sự kết hợp giữa biểu mô cùng với lớp đệm niêm mạc.
Lớp đệm niêm mạc chứa các mao mạch và ống trung tâm (mạch bạch huyết) trong ruột non, tương tự ở mô bạch huyết. Nó còn chứa nhiều tuyến có ống mở vào biểu mô niêm mạc, tiết chất nhầy và chất tiết huyết thanh. Lớp đệm niêm mạc cũng chứa nhiều tế bào miễn dịch được biết như tế bào lympho. Đa số các tế bào này là tế bào B tiết IgA.